# Pueblo Rico (ort)
Pueblo Rico är en ort i Colombia.   Den ligger i departementet Risaralda, i den centrala delen av landet, 230 km väster om huvudstaden Bogotá. Pueblo Rico ligger 1 345 meter över havet och antalet invånare är 4 165.
Terrängen runt Pueblo Rico är bergig västerut, men österut är den kuperad. Runt Pueblo Rico är det ganska tätbefolkat, med 179 invånare per kvadratkilometer. Närmaste större samhälle är Belén de Umbría, 19,0 km öster om Pueblo Rico. I omgivningarna runt Pueblo Rico växer i huvudsak städsegrön lövskog.